# روانی (فیلم ۱۹۹۸)
روانی (انگلیسی: Psycho) فیلمی در ژانر ترسناک، معمایی و مهیج به کارگردانی گاس ون سنت است که در سال ۱۹۹۸ منتشر شد. این کار بازسازی فیلم ۱۹۶۰ به کارگردانی آلفرد هیچکاک است که هر دو بر اساس رمانی به همین نام نوشتهٔ رابرت بلاک ساخته شده‌اند. این فیلم  با اینکه رنگی است و بازیگران متفاوتی در آن حضور دارند، برخلاف عمده بازسازی‌ها به یک بازسازی صحنه به صحنه شباهت دارد و بیشتر در آن از تدوین و حرکات دوربین هیچکاک تقلید شده‌است. بازسازی روانی شکستی هنری و تجاری در پی داشت.

## داستان
مریون کرین مقدار زیادی پول از مردی که با رئیسش ارتباط کاری دارد سرقت می‌کند. سپس در میان راه وقتی که قصد دارد با دوست‌پسرش ملاقات کند در متلی قدیمی که توسط مردی عجیب به اسم نورمن بیتس (وینس وان) اداره می‌شود توقف می‌کند. وی در زیر دوش به قتل می‌رسد پس از آن خواهر، دوست‌پسرش و یک مأمور تحقیق خصوصی تلاش به پیدا کردن وی می‌کنند که باعث می شود چیزهای بیش تری در مورد نورمن بیتس برملا شود. 

## بازخورد
این فیلم اغلب با نقدهای منفی روبرو شد و برندهٔ دو جایزه تمشک طلایی برای بدترین بازسازی یا دنباله و بدترین کارگردانی برای گاس ون سنت شد و همچنین هیش نامزد بدترین بازیگر شد ولی به اسپایس گرلز برای فیلم دنیای اسپایس شکست خورد. کامیل پالیا اظهار کرد که تنها دلیلی که این فیلم را دید این بود که «به قتل رسیدن آن هیش را تماشا کند» اما «باید کار یا اتفاق خیلی مهمتری می‌بود».

فیلم اصلی (بالا) و بازسازی (پایین)

## بازیگران
| شخصیت            | فیلم اصلی ۱۹۶۰                                         | بازسازی ۱۹۹۸               |
| ---------------- | ------------------------------------------------------ | -------------------------- |
| نورمن بیتس       | آنتونی پرکینز                                          | وینس وان                   |
| مریون کرین       | جنت لی                                                 | آن هیش                     |
| لیلا کرین        | ورا مایلز                                              | جولیان مور                 |
| سم لومیس         | جان گوین                                               | ویگو مورتنسن               |
| میلتون آرباگست   | مارتین بالسام                                          | ویلیام اچ میسی             |
| ال چیمبرز        | جان مک‌اینتایر                                          | فیلیپ بیکر هال             |
| دکتر ریچموند     | سیمون اوکلند                                           | رابرت فورستر               |
| تام کسیدی        | فرانک آلبرستون                                         | چاد اورت                   |
| کارولین          | پاتریشا هیچکاک                                         | ریتا ویلسون                |
| جرج لووری        | وان تیلور                                              | رنس هاوارد                 |
| خانوم چیمبرز     | لورین تاتل                                             | آن هانی                    |
| کالیفرنیا چارلی  | جان اندرسون                                            | جیمز لگرو                  |
| مأمور گشت جاده   | مرت میل                                                | جیمز رمار                  |
| نورما بیتس (صدا) | ویرجینیا گرگ، جانت نولان و پل جرمین (در فیلم ذکر نشده) | رز ماری (در فیلم ذکر نشده) |